# NGC 6020
NGC 6020 је елиптична галаксија у сазвежђу Змија која се налази на NGC листи објеката дубоког неба.
Деклинација објекта је + 22° 24' 18" а ректасцензија 15h 57m 8,1s. Привидна величина (магнитуда) објекта NGC 6020 износи 12,8 а фотографска магнитуда 13,8. Налази се на удаљености од 65,605 милиона парсека од Сунца. NGC 6020 је још познат и под ознакама IC 1148, UGC 10100, MCG 4-38-2, CGCG 137-5, NPM1G +22.0514, PGC 56467.